# التعليم في ميانمار

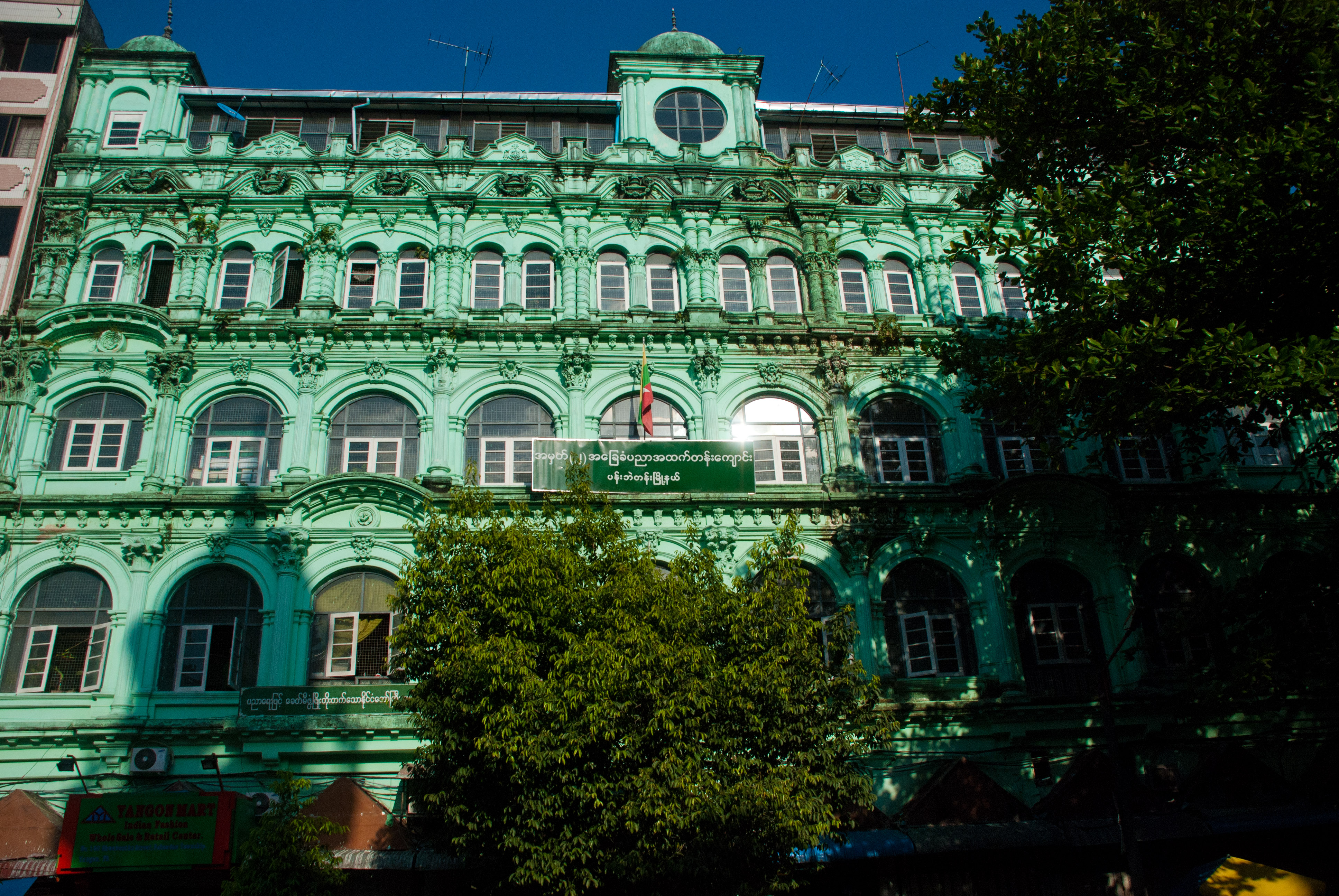
مدرسة تاريخية في يانغون تعكس الطراز المعماري الاستعماري البريطاني، مع العلم الوطني لميانمار مرفوعًا في المقدمة

يخضع النظام التعليمي في ميانمار (التي تُعرف أيضًا باسم بورما) لإدارة وزارة التعليم الحكومية. يتولى كيانان منفصلان، وزارتا التعليم العالي (بورما العليا وبروما السفلى)، مسؤولية إدارة الجامعات والمعاهد المهنية من بورما العليا وبورما السفلى، إذ يقع مقرهما في يانغون وماندالاي، على التوالي. يستند نظام التعليم الحديث إلى النظام الذي وضعه الحكم البريطاني في بورما. «أسست الإدارة الاستعمارية البريطانية أول مدرسة ثانوية حكومية في عام 1874. بعد عامين، تحولت هذه المدرسة الثانوية الحكومية لتصبح كلية جامعة رانغون». تخضع كل المدارس تقريبًا لإدارة الحكومة، لكن شهدت الدولة في الآونة الأخيرة ارتفاعًا في عدد المدارس الممولة من القطاع الخاص (التي تتخصص في اللغة الإنجليزية). يُعد التعليم إلزاميًا حتى نهاية المرحلة الابتدائية في ميانمار، أي حتى سن التاسعة تقريبًا. مع ذلك، يتمثل المعيار الدولي للتعليم في سن 15 إلى 16 عام.
يبلغ متوسط الأفراد الملمين بالقراءة والكتابة في ميانمار 89.5% (الذكور: 92.6%، والإناث: 86.9%) وفقًا لإحصاء ميانمار لعام 2014. تُعد الميزانية السنوية التي تخصصها الحكومة للتعليم منخفضة؛ تنفق الدولة ما يقارب 1.2% فقط سنويًا على التعليم. يبدأ تدريس اللغة الإنجليزية كلغة ثانية منذ سن رياض الأطفال.
في بورما ما قبل الاستعمار، اعتُبرت السانغا المؤسسة التعليمية الأساسية، إذ تألفت من نظام واسع النطاق من المدارس الرهبانية المحلية وغير المركزية، مدعومة اقتصاديًا من قبل السكان المحليين وسياسيًا من قبل الملك. منذ منتصف القرن التاسع عشر، بدء ظهور المدارس التبشيرية التي أنشأتها الرهبانيات الكاثوليكية والبروتستانتية، على وجه التحديد في المناطق الجبلية المرتفعة.
تأسست غالبية المدارس التبشيرية البريطانية المبكرة بعد عام 1860 (مثل مدارس لاسال) في ميانمار، لتخضع لاحقًا للتأميم في 1 أبريل 1965 بعد استعادة النظام بواسطة الجنرال ني وين.
أظهرت مبادرة قياس حقوق الإنسان (إتش آر إم آي) نجاح ميانمار بتلبية 84.3% فقط مما يجب تلبيته فيما يتعلق بالحق في التعليم وفقًا لمستوى دخل الدولة. تعمل مبادرة قياس حقوق الإنسان على قياس الحق في التعليم من خلال النظر في الحقوق الموجودة لكل من التعليم الابتدائي والتعليم الثانوي على حد سواء. مع الأخذ في الاعتبار مستوى دخل ميانمار، تلبي الدولة 96.7% مما يجب تلبيته بناءً على مواردها (الدخل) للتعليم الابتدائي ولكن 71.9% فقط للتعليم الثانوي.

## لمحة تاريخية
في بورما ما قبل الاستعمار، اعتُبرت سانغا المؤسسة التعليمية الأساسية. تُعد الكلمة البورمية التي تعني مدرسة، kyaung، مرادفة لكلمة دير من هذا المنظور. في فترة بورما السلالية، تمثلت إحدى الالتزامات البوذية الرئيسية للملك في توفير الرعاية الاجتماعية للشعب. بقيت المدارس في ذلك الوقت مستقلة عن الحكومة، وغالبًا ما دعمتها التبرعات المحلية التي يتلقاها الدير. مع ذلك، امتلكت الدولة مصلحة حيوية في تطوير المدارس، إذ لعب وجود الرهبان الذين يقدمون الرعاية التعليمية دورًا هامًا في توفير الشرعية السياسية. تلقى الطلاب الذكور تعليمهم بدوام جزئي أو كامل كراهبين مبتدئين داخل النظام الرهباني، مع التركيز في المقام الأول على التعاليم الدينية – ما أدى إلى تعليم الطالبات في المنزل، اللاتي اكتسبن مهارات القراءة والكتابة الأساسية وغيرها من مهارات المنزل أو السوق.
بعد الغزو البريطاني لبورما، رفض البريطانيون هذا النظام الشامل باعتباره غير كاف وغير مناسب للعصر الحديث. خلال الحكم الاستعماري، سعى البريطانيون إلى تأسيس تعليم علماني، ما أدى إلى ارتفاع هائل في فرص حصول النساء على التعليم. شهد عدد الطالبات المسجلات في المدارس ارتفاعًا بنسبة 61% (بمعدل 45000 طالبة) بين عامي 1911 و1921، ليصل إلى 82% (100000 طالبة) بين عامي 1921 و1931 مع توسع نظام التعليم الاستعماري والخاص، بشكل رئيسي من خلال المدارس المخصصة للبنات. انعكست هذه الزيادة في ارتفاع نسبة توظيف النساء. بين عامي 1921 و1931، شهدت الدولة ارتفاعًا بنسبة 33% في توظيف النساء في قطاعات الإدارة العامة، والقانون، والطب (زيادة بنسبة 96%)، والتعليم (زيادة بنسبة 64%) والصحافة. بدأ المبشرون بدورهم افتتاح مدارس خاصة بهم باستخدام الكارين ولغات أخرى كطريقة للتدريس.

### ما بعد الاستقلال
بعد استقلال بورما في 4 يناير 1948، سعت الحكومة إلى تأسيس شعب متعلم ومثقف، واعتُقد في ذلك الوقت أن بورما في طريقها لتولي المرتبة الأولى بين النمور الآسيوية في المنطقة. مع ذلك، انتهى الانقلاب البورمي عام 1962 بعزل بورما وإفقارها. خضعت جميع المدارس للتأميم وأصبحت تحت سيطرة وزارة التعليم التي استبدلت المدرسين الذين يتحدثون اللغة البورمية بمعلمي المدارس من السكان الأصليين. نتيجة لذلك، تراجعت العديد من مدارس الكارين، والكاشين، والشان وغيرها من مدارس الأقليات اللغوية وكان من المحتم فشلها. حلت اللغة البورمية أيضًا محل اللغة الإنجليزية باعتبارها لغة التدريس في الجامعات البورمية في عام 1965، بالتزامن مع إقرار قانون التعليم الجامعي الجديد قبل عام واحد على ذلك. أدى هذا إلى انخفاض سريع في إتقان اللغة الإنجليزية بين البورميين. عادت اللغة الإنجليزية كلغة للتدريس في عام 1982. في عام 1977، قدّمت الحكومة البورمية نظام الكليات الإقليمية لمدة سنتين، كوسيلة لتوزيع طلاب الكليات حتى وصولهم إلى فترة التخرج (مع قضاء السنتين الثالثة والرابعة في الجامعات التقليدية)، لينتهي هذا النظام في عام 1981.
أدت الاحتجاجات الطلابية في انتفاضة 8888 إلى إغلاق جميع الجامعات في بورما لمدة عامين. خلال تسعينيات القرن العشرين، أدت البنية المؤسسة حديثًا إلى استمرار ضعف نظام التعليم نظرًا إلى اقتصار استجابة الحكومة لهذه الأزمة على تقديم فصل دراسي واحد من 6 أشهر لكل عام دراسي. نظمت حكومة مجلس الدولة للسلام والتنمية مواعيد للدراسة غير المنتظمة في الجامعات والكليات، مع استمرار مشاركة الطلاب في الاشتباكات مع الحكومة. أدت سلسلة أخرى من الإضرابات الطلابية في عامي 1996 و1998 إلى إغلاق الجامعات والكليات لمدة ثلاث سنوات أخرى.
بعد إعادة افتتاح الجامعات والكليات في عام 1999، عملت الحكومة على توزيع الجامعات في مناطق مختلفة من الدولة. خضعت بعض الجامعات المعينة أيضًا لإعادة تعيين تحت الوزارات ذات الصلة. أدى النظام الجديد إلى خفض مدة الحصول على الدرجات الجامعية بسنة واحدة، إذ أصبح بالإمكان الحصول على درجة البكالوريوس من خلال إكمال ثلاث سنوات دراسية فقط. مع ذلك، أمكن إدخال العديد من التحسينات السريعة على الرغم من الاضطرابات المبكرة. في عام 2005، أعلنت وزارة الخارجية رسميًا نجاح التعليم البورمي في الوصول إلى المعايير الدولية مع منح الحكومة التفويض الكامل لما يبلغ عدده 156 جامعة وكلية مختلفة في ميانمار.
في الوقت الحالي، تُعد ميانمار متخلفة إلى حد كبير عن الركب فيما يتعلق بالمعايير التعليمية. تتسم المدارس الابتدائية والثانوية في ميانمار حاليًا بأساليب التعليم الحفظية التقليدية، والمعلمين غير المؤهلين والرشوة، بالإضافة إلى استخدام الموارد القديمة. علاوة على ذلك، يضطر الطلاب إلى متابعة دروس خصوصية مرهقة بعد المدرسة، نظرًا إلى عدم كفاءة التعلم في المدرسة. يتعلم الطلاب كل شيء بشكل حفظي بحت، بدءًا من إجابات أسئلة قواعد اللغة الإنجليزية وصولًا إلى المقالات. يحصل الطلاب في بعض الأحيان بشكل مسبق على جميع الأسئلة المطروحة في الاختبارات. في حالات استثنائية، لا يمكن رؤية بعض إجابات اختبارات المستوى 4، والمستوى 8 والمستوى 10 إلا في حالة سرقة أوراق الاختبار. حرصت الدولة على بناء العديد من الجامعات وتوزيعها في مختلف أنحاء المدن لمنع مشاركة الطلاب في الاضطرابات المحتملة.
بالإضافة إلى هذه الإجراءات، من غير المسموح للطلاب الذين يلتحقون بهذه الجامعات التحدث بحرية، أو الكتابة بحرية أو النشر بحرية.